# NGC 346
NGC 346 je mladá otevřená hvězdokupa s přidruženou mlhovinou, která se nachází v Malém Magellanově oblaku (SMC) v souhvězdí Tukana na jižní obloze. Na okraji hvězdokupy se nachází vícenásobný hvězdný systém HD 5980, jedna z nejjasnějších hvězd v SMC.

## Historie
Byla objevena 1. srpna 1826 skotským astronomem Jamesem Dunlopem. Dánský astronom J. L. E. Dreyer ji později popsal jako: „jasný, velký, velmi nepravidelný útvar, mnohem jasnější střed podobný dvojhvězdě, skvrnitý, ale nerozlišený.“

## Charakteristika
Tato hvězdokupa se nachází poblíž středu nejjasnější oblasti HII v Malém Magellanově oblaku, označované N66. Hvězdářské průzkumy identifikovaly ve směru této hvězdokupy 230 hmotných OB hvězd (hvězd třídy O nebo horkých hvězd třídy B). 33 členů hvězdokupy jsou hvězdy typu O, z toho 11 typu O6,5 nebo staršího. 
Vnitřní část hvězdokupy o poloměru 15 pc se zdá být centrálně zhuštěná, zatímco oblast mimo tento objem je více rozptýlená. Nejmladší členové hvězdokupy poblíž centra mají stáří méně než dva miliony let a pozorování naznačují, že v hvězdokupě stále probíhá tvorba hvězd o vysoké hmotnosti. Rychlost tvorby hvězd v hvězdokupě se odhaduje na (4±1)×10−3 hmotnosti Slunce za rok.

## Další fotografie

Snímek z 2,2m dalekohledu Evropské jižní observatoře v Chile
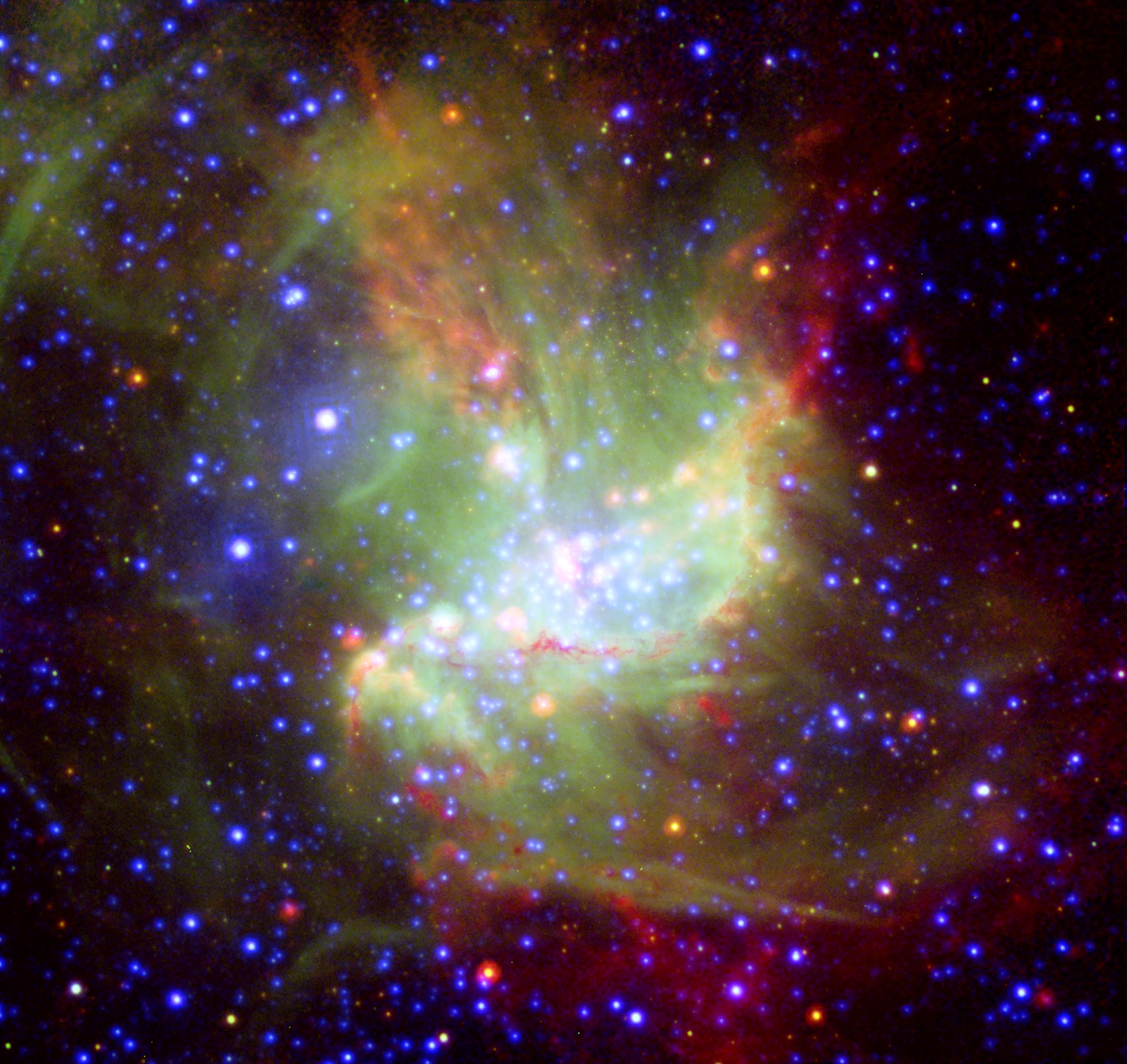
Kombinovaný snímek ve viditelném, infračerveném a rentgenovém záření
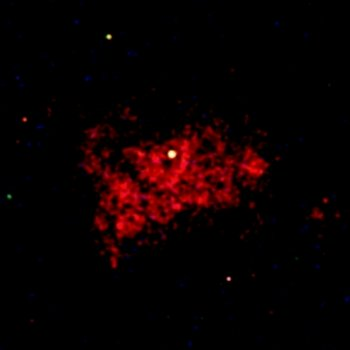
Rentgenový snímek vícenásobné hvězdy HD 5980